# Gran Turismo 5 Prologue
Gran Turismo 5 Prologue (яп. グランツーリスモ5 プロローグ Гуран Цу:рисумо Фаибу Пуроро:гу) — видеоигра в жанре автосимулятора из серии Gran Turismo, разработанная компанией Polyphony Digital под началом Кадзунори Ямаути (Kazunori Yamauchi) и изданная компанией Sony Computer Entertainment эксклюзивно для приставки PlayStation 3, будучи де-факто предварительной версией Gran Turismo 5, вышедшей в 2010 году, заменив в этой роли предыдущую игру серии, Gran Turismo HD, выпущенную в 2006 году. 

## Разработка
Gran Turismo 5 Prologue была анонсирована на выставке E3 2007 и выпущена зимой 2007-2008 годов в Японии и Гонконге, а весной 2008 года состоялся релиз в Европе и Северной Америке. Приставка Prologue, использованная в названии игры, является отсылкой к Gran Turismo 4 Prologue, выпущенной за год до выхода Gran Turismo 4 и также являвшейся предварительной версией последней.

### Поддержка
Начиная с релиза, игра получила два обновления, известных под названиями Spec II и Spec III, добавивших в игру различные изменения. По состоянию после выхода обновления Spec III, игра включает в себя полноценный сетевой режим на 16 человек, больше 70 автомобилей, 6 трасс, 12 различных вариантов компоновки автомобиля и поддержку частоты обновления экрана в 60 FPS и восьмиканального аудио высокой чёткости в формате LPCM.

## Продажи
С момента выхода, тираж проданных копий игры составил 5.34 миллионов копий, став второй в числе самых продаваемых эксклюзивов для PlayStation 3 вплоть до выхода Gran Turismo 5.

## Отзывы
| Сводный рейтинг | Сводный рейтинг |
| Агрегатор       | Оценка          |
| --------------- | --------------- |
| GameRankings    | 79,79 %         |